# Neoplan MIC

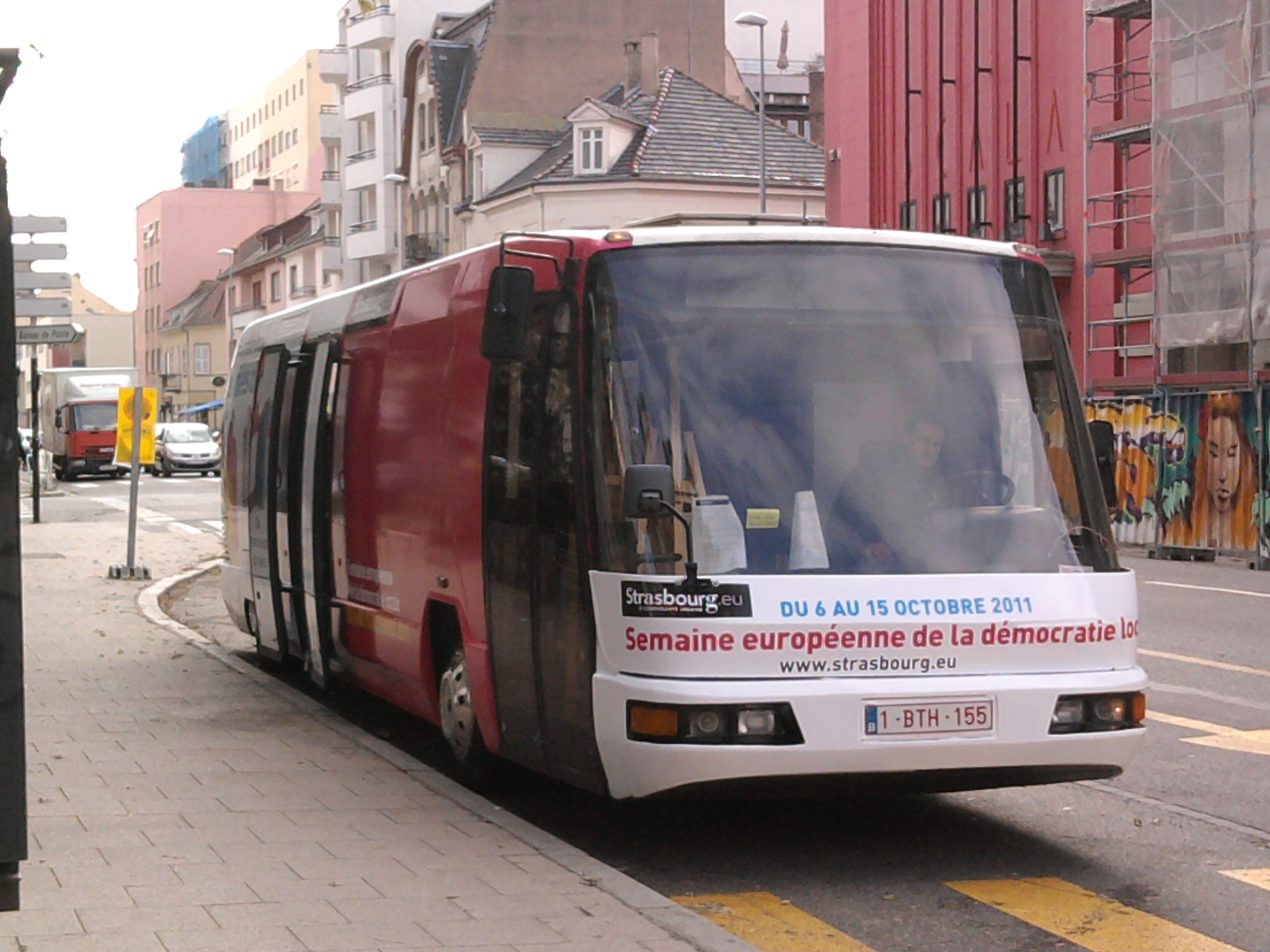
Een Neoplan MIC

De Neoplan MIC (Metro Liner in Carbon Design) is een low floor-midibusreeks, geproduceerd door de Duitse busfabrikant Neoplan Bus GmbH. De eerste bus werd gebouwd in 1987 en was de eerste lagevloersbus ooit geproduceerd.
De eerste pre-productiemodellen hadden de naam MIC N4008 en MIC N4012, waarvan het eerste prototype de naam MIC N 4009 kreeg. Deze hadden een kleine afwijking in grootte. De laatste en uiteindelijke modellen kregen de naam MIC N8006 (7 m), MIC N8008 (8 m) en MIC N8012 (10,5 m). Een geplande 12-m-versie is nooit op de markt gekomen.
De instaphoogte bedraagt 320 mm en de carrosserie is gemaakt van carbon en glasvezel composieten. De bus is hierdoor 33% lichter dan vergelijkbare bussen. Het ontwerp was zacht en rond en de ruitenwissers, bijvoorbeeld, werden geplaatst onder de voorkap om een goede aerodynamica te ontwikkelen.
Het grote model had vooraan en in het midden dubbele deuren, de kleine versie had dubbele deuren in het midden en vooraan een schommel-vleugel deur, de N8006 had slechts een deur in het front midden gebied. Door het gebruikte materiaal, had de bus een zeer lange levensduur en het bedrijf Auwärter had een terugkeerbeleid voor de voertuigen van 30 jaar en een recycling concept. Kort na de lancering, kreeg de bus de prijs voor Bus van het Jaar 1988. In 1992 waren meer dan 100 stuks geproduceerd.

## Opmerkelijke uitvoeringen
Naast de standaard dieselversie waren er ook enkele versies met een alternatieve aandrijving of in een zeer opmerkelijke uitvoering, anders dan alleen het vervoeren van mensen.

### Alternatieve aandrijving
Zo was er de elektrische N8008 E en N8006 E. Deze bezitten een bereik van ongeveer 40 km en had een snelheid van 50 km/h. In het buitenland komt de N8008 E onder meer voor in Florence. Ook reden er twee N8008 E bij SVD op proef.
De N8012 GE is in Bolzano en in Uppsala, Zweden een gas hybride versie.
Sinds 1999 is er ook een waterstofbus-versie, de N8008 FC. Deze werd in samenwerking met Proton Motor ontwikkeld.

### Verkeerspolitievoertuig
De verkeerspolitie van Borken heeft een voormalige stadsbus omgebouwd tot informatiebus. Deze bus is ook verkrijgbaar als model bij de Firma Rietze (Nr 60159)

### Campers
Sommige van de uit de dienst gehaalde N8008-bussen werden omgebouwd naar campers/zelfstandige woningen. Deze bussen waren voorzien van allerlei gemakken zoals een keuken, aparte slaapruimte en een eetgedeelte.

## Technische specificaties
| Technische gegevens  | N8012                                                | N8008 D            | N8008 E                          | N8008 GE           | N8008 FC           | N8006 D            | N8006 E                          |
| -------------------- | ---------------------------------------------------- | ------------------ | -------------------------------- | ------------------ | ------------------ | ------------------ | -------------------------------- |
| Afbeelding           | Afbeelding gewenst                                   | Afbeelding gewenst | Afbeelding gewenst               | Afbeelding gewenst | Afbeelding gewenst | Afbeelding gewenst | Afbeelding gewenst               |
| Aandrijving          | Diesel                                               | Diesel             | Elektriciteit                    | Gas hybride        | Waterstof          | Diesel             | Elektriciteit                    |
| Lengte               | 10 600 mm                                            | 8 020 mm           | 8 020 mm                         | 8 020 mm           | 8 300 mm           | 6 990 mm           | 6 990 mm                         |
| Breedte              | 2 500 mm                                             | 2 300 mm           | 2 300 mm                         | 2 300 mm           | 2 380 mm           | 2 300 mm           | 2 300 mm                         |
| Hoogte               | 2 685 mm                                             | 2 300 mm           | 2 300 mm                         | 2 965 mm           | 2 965 mm           | 2 415 mm           | 2 415 mm                         |
| Wielbasis            | 5 875 mm                                             | 4 200 mm           | 4 200 mm                         | 4 200 mm           | 4 200 mm           | 3 600 mm           | 3 600 mm                         |
| Vermogen bus         | Stadsbus: 114 kW (155 pk) Streekbus: 177 kW (240 pk) | 102 kW (139 pk)    | Normaal: 25 kW Korte tijd: 45 kW | ?                  | 2x 40 kW           | 103 kW (140 pk)    | Normaal: 25 kW Korte tijd: 45 kW |
| Aantal zitplaatsen   | 33 + 1                                               | 18 + 1             | 18 + 1                           | 18 + 1             | 12 + 1             | 16 + 1             | 16 + 1                           |
| Aantal staanplaatsen | 42                                                   | 22                 | 22                               | 22                 | 22                 | 9                  | 9                                |

## Inzet
De Neoplan MIC kwam in Nederland voor bij SVD. Deze bussen reden tijdelijk op proef voor de vervanging van enkele oude bussen. Het waren een achttal bussen, waarvan twee bussen een elektrische aandrijving hadden en zes een dieselaandrijving.
| Land      | Bedrijf    | Aantal | Type    | Serie            | Inzet                                     | Opmerking                      |
| --------- | ---------- | ------ | ------- | ---------------- | ----------------------------------------- | ------------------------------ |
| Luxemburg | Luxair-Bus | 2      | N8008   | B0696, ??        | Pendelvervoer Luchthaven Luxemburg-Findel |                                |
| Nederland | HTM        | 1      | N8008   | 660              | Stadsdienst Den Haag                      |                                |
| Nederland | SVD        | 2      | N8008 E | 03 - 04          | Stadsdienst Dordrecht                     | Elektrische bussen Proefbussen |
| Nederland | SVD        | 6      | N8008 D | 17 - 18, 23 - 26 | Stadsdienst Dordrecht                     | Proefbussen                    |